# NGC 3090
NGC 3090 é uma galáxia elíptica (E) localizada na direcção da constelação de Sextans. Possui uma declinação de -02° 58' 07" e uma ascensão recta de 10 horas, 00 minutos e 30,2 segundos.
A galáxia NGC 3090 foi descoberta em 22 de Janeiro de 1865 por Albert Marth.